# Eupelmus puparum
Eupelmus puparum is een vliesvleugelig insect uit de familie Eupelmidae. De wetenschappelijke naam is voor het eerst geldig gepubliceerd in 1840 door Newport.